# Tivia senex
Tivia senex är en kackerlacksart som beskrevs av Karlis Princis 1967. Tivia senex ingår i släktet Tivia och familjen Polyphagidae.
Artens utbredningsområde är Filippinerna. Inga underarter finns listade i Catalogue of Life.